# 小行星24711
小行星24711（24711 Chamisso）是一颗绕太阳运转的小行星，为主小行星带小行星。该小行星于1991年8月6日发现。

## 轨道参数
小行星24711的轨道半长轴为2.3072088 UA，离心率为0.220。